# Harry Hamlin

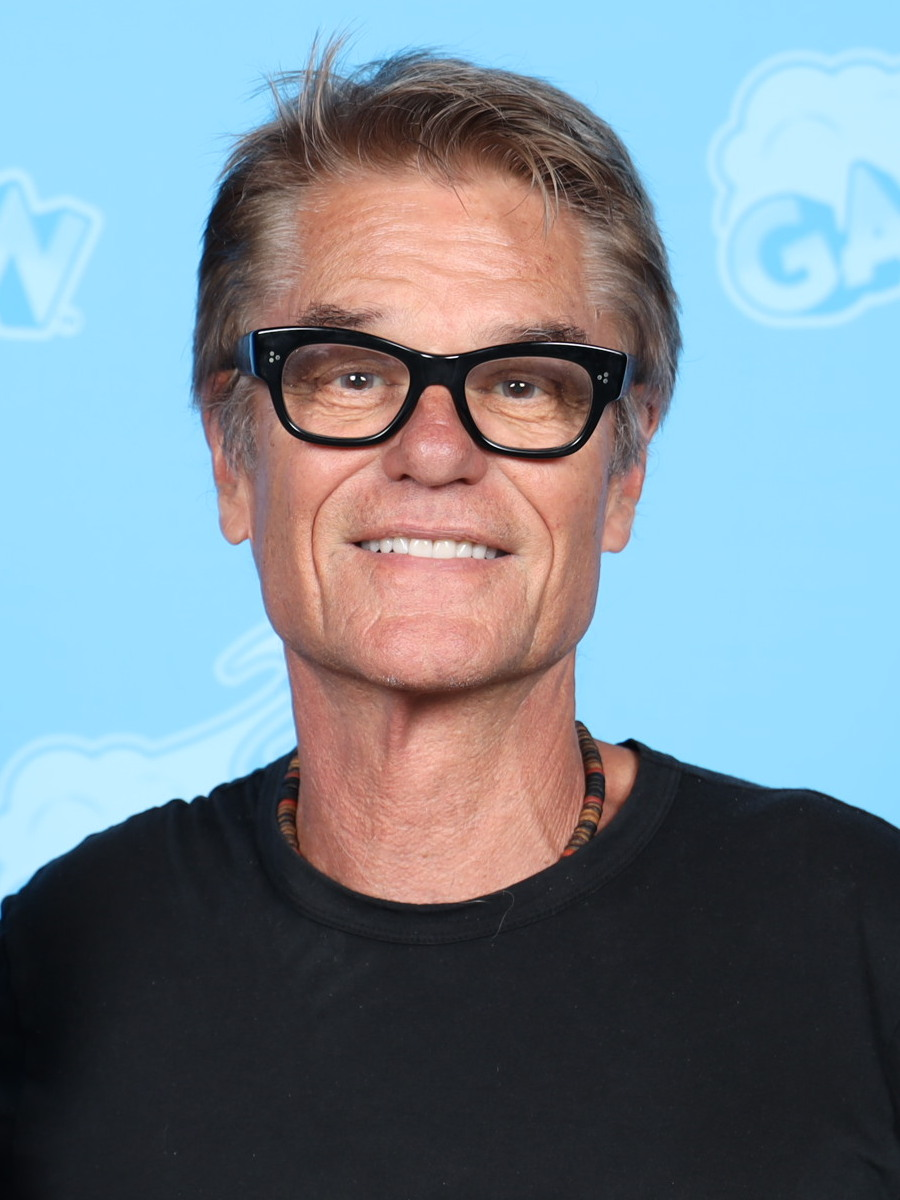
Harry Hamlin (2023)

Harry Robinson Hamlin (* 30. Oktober 1951 in Pasadena, Kalifornien) ist ein US-amerikanischer Schauspieler.

## Leben
Hamlin absolvierte die University of California in Berkeley, Kalifornien. Der erste Kinofilm, in dem er auftrat, war die Komödie Movie Movie aus dem Jahr 1978. Für diese Rolle wurde er im Jahr 1979 für den Golden Globe Award als bester Nachwuchsdarsteller nominiert. In dem Fantasy-Film Kampf der Titanen (1981) spielte er neben Laurence Olivier die Rolle des Perseus. Im Filmdrama Making Love (1982) trat er neben Michael Ontkean und Kate Jackson in einer größeren Rolle auf.
In den Jahren von 1986 bis 1991 spielte er in der Fernsehserie L.A. Law die Rolle des Michael Kuzak, für die er in den Jahren 1988, 1989 und 1990 erneut für den Golden Globe nominiert wurde. 1987 wurde ihm von der Zeitschrift People die Auszeichnung des Sexiest Man Alive verliehen. Es folgten einige Hauptrollen wie in den Fernsehfilmen Sinnliche Täuschung (1990), Tödliche Absichten (1991), Quarantäne (2000) und Lügen, Sex und Leidenschaft (2001). Seine bisher letzte größere Rolle hatte er von 2004 bis 2006 als Aaron Echolls in der Fernsehserie Veronica Mars.
Ab dem Jahr 2013 übernahm er in der AMC-Serie Mad Men die Rolle des Jim Cutler.
Hamlin hat einen Sohn (* 1980) mit der Schauspielerin Ursula Andress; beide lernten sich bei den Dreharbeiten von Kampf der Titanen kennen. Vom 9. März 1985 bis 1989 war er mit Laura Johnson und vom 7. September 1991 bis 1993 mit Nicollette Sheridan verheiratet. Seit dem 29. März 1997 lebt er in dritter Ehe mit der Schauspielerin Lisa Rinna, mit der er zwei Töchter (* 1998, * 2001) hat. Die jüngere Tochter Amelia Gray ist ein bekanntes Model.

## Filmografie (Auswahl)
- 1978: Movie Movie
- 1979: Studs Lonigan (Fernseh-Miniserie, drei Folgen)
- 1981: Helden der Straße (King of the Mountain)
- 1981: Kampf der Titanen (Clash of the Titans)
- 1982: Making Love
- 1983: Blue Skies Again
- 1984: 100 Karat (Master of the Game, Fernseh-Miniserie, drei Folgen)
- 1985: Space – Ein Mann greift nach den Sternen (James A. Michener’s Space, Fernsehminiserie)
- 1986–1991: L.A. Law – Staranwälte, Tricks, Prozesse (L.A. Law; Fernsehserie, 105 Folgen)
- 1988: Um jeden Preis (Favorite Son, Fernsehminiserie)
- 1989: Dinner um acht (Dinner at Eight, Fernsehfilm)
- 1990: Sinnliche Täuschung (Deceptions, Fernsehfilm)
- 1991: Tödliche Absichten (Deadly Intentions … Again?, Fernsehfilm)
- 1993: Sklave des Verlangens (Save Me)
- 1993: Die Farbe des Blutes (Under Investigation)
- 1996: One Clean Move
- 1997: Mein Chef: Das Schwein! (Badge of Betrayal, Fernsehfilm)
- 1998: Frogs for Snakes
- 1999: Verschwörung gegen den Weihnachtsmann (Like Father, Like Santa, Fernsehfilm)
- 1999: Die Nanny (The Nanny; Fernsehserie, eine Folge)
- 1999: Die Invasion der Klapperschlangen (Silent Predators, Fernsehfilm)
- 2000: Quarantäne (Quarantine, Fernsehfilm)
- 2001: Lügen, Sex und Leidenschaft (Sex, Lies & Obsession, Fernsehfilm)
- 2002: L.A. Law – Der Film (L.A. Law: The Movie, Fernsehfilm)
- 2002: Disappearance – Spurlos verschwunden (Disappearance, Fernsehfilm)
- 2004–2006: Veronica Mars (Fernsehserie, zwölf Folgen)
- 2008: Strange Wilderness
- 2009: Harper’s Island (Fernsehserie, zwei Folgen)
- 2012–2014: Shameless (Fernsehserie, acht Folgen)
- 2013–2014: Mad Men (Fernsehserie, 15 Folgen)
- 2014: Law & Order: Special Victims Unit (Fernsehserie, zwei Folgen)
- 2015: Glee (Fernsehserie, vier Folgen)
- 2016: Rebirth
- 2017: Law & Order True Crime (Fernsehserie, zwei Folgen)
- 2017–2018: Shooter (Fernsehserie, drei Folgen)
- 2018: No Alternative
- seit 2023: Mayfair Witches (Fernsehserie)